# Aeroportul Hamadan
Aeroportul Hamadan (IATA: HDM, ICAO: OIHH) este un aeroport din Iran ce deservește zona Hamadan.
Situat la o altitudine de 1.754 m, aeroportul dispune de o singură pistă. Este operat de Iran Civil Aviation Organization⁠(d).